# گابریو پیولا
گابریو پیولا (ایتالیایی: Gabrio Piola؛ زاده ۱۵ ژوئیهٔ ۱۷۹۴ درگذشته ۱۸۵۰) یک ریاضی‌دان و فیزیک‌دان اهل ایتالیا بود.